# Chaire de professeur lucasien de mathématiques de l'université de Cambridge
La chaire de professeur lucasien de l'université de Cambridge (en anglais Lucasian Chair of Mathematics) tient son nom du révérend Henry Lucas (en). Ce membre du Conseil de l'Université décida en 1663 d'octroyer un don afin de financer un poste de mathématiques appliquées.
Le premier titulaire de cette chaire fut Isaac Barrow. Après quelques années, il fut remplacé par Isaac Newton. Parmi ses prestigieux occupants il y eut également Charles Babbage, George Gabriel Stokes, Paul Dirac et Stephen Hawking. Le titulaire actuel est Michael Cates, physicien de la matière molle.

## Titulaires
- 1664 : Isaac Barrow
- 1669 : Sir Isaac Newton
- 1702 : William Whiston
- 1711 : Nicholas Saunderson
- 1739 : John Colson
- 1760 : Edward Waring
- 1798 : Isaac Milner
- 1820 : Robert Woodhouse
- 1822 : Thomas Turton
- 1826 : Sir George Airy
- 1828 : Charles Babbage
- 1839 : Joshua King
- 1849 : Sir George Stokes
- 1903 : Sir Joseph Larmor
- 1932 : Paul Dirac
- 1969 : Sir James Lighthill
- 1980 : Stephen Hawking
- 2009 : Michael Boris Green
- 2015 : Michael Cates

## Anecdotes
- Non sans humour, Stephen Hawking, jouant sur le double sens du mot chair en anglais (chaire et chaise), a ri de son handicap en disant de son illustre prédécesseur à ce poste : « Je ne pense pas que la chaise de Newton fonctionnait électroniquement à cette époque ».
- Data, l'androïde de la série Star Trek : La Nouvelle Génération est titulaire de la chaire dans le dernier épisode de la série.